# Caldwell (cráter)
Caldwell es un cráter de impacto en el planeta Venus de 51 km de diámetro. Lleva el nombre de Taylor Caldwell (1900-1985), escritora estadounidense, y su nombre fue aprobado por la Unión Astronómica Internacional en 1994.